# サウスウェスト・ヒルズ (ポートランド)
サウスウェスト・ヒルズ（Southwest Hills）は、アメリカ合衆国オレゴン州ポートランドの南西部、ウェスト・ヒルズ（テュアラティン山脈）に位置する地区である。グース・ホローとダウンタウン・ポートランドに接する地区北西部は、ポートランド・ハイツの名で知られる。地区西部のほぼ全域はポートランドの市域からはみ出ており、マルトノマ郡管轄の非法人地域となっている。
カウンシル・クレスト公園、エインズワース小学校が地区内にある。

## 地理

### 公園
- カウンシル・クレスト公園
- ガバナーズ公園
- マーカム自然公園
- ノリス邸と財産
- ポートランド・ハイツ公園

### 座標
- ポートランド・ハイツ：北緯45度30分20秒 西経122度42分11秒 / 北緯45.5056737度 西経122.7031520度
- カウンシル・クレスト公園：北緯45度29分56秒 西経122度42分20秒 / 北緯45.4990071度 西経122.7056520度

### 歴史
- Council Crest: Dreamland of the Northwest カウンシル・クレスト公園の歴史